# 배윤진 (1968년)
배윤진(梨閏眞, 1968년 7월 12일 ~ )는 대한민국의 배우이다.

## 학력
- 서울예술대학 영화과 (졸업)

## 개요
대한민국의 배우.

## 출연 작품

### 드라마
- 부부클리닉 사랑과 전쟁
- 불멸의 이순신
- 태조 왕건
- 마주보며 사랑하며
- 모정의 강
- 파파
- 딸부잣집
- 목욕탕집 남자들
- 남자는 외로워
- 갈채
- 드라마 게임
- 왕십리
- 사랑이 꽃피는 교실

### 영화
- 자전거를 타고 온 연인

### CF
- 코카콜라
- 프로스펙스
- 나이키
- 이랜드
- 폴로
- 언더우드
- 현대스쿠프
- 대우전화기
- 죠다쉬